# Carol Dunlop
Carol Dunlop (Massachusetts, 2 de abril de 1946 - Paris, 2 de noviembre de 1982) fue una escritora, traductora, activista y fotógrafa canadiense.

## Biografía
Nacida en Quincy, Massachusetts, Estados Unidos, hija de Jean Ayers y Daniel Dunlop, se casó con el escritor François Hebert, con quien tuvo un hijo, Stephane (n. 1968). La pareja se estableció en Montreal, Quebec, Canadá. En la década de 1970 Hebert y Dunlop se divorciaron, y Dunlop se trasladó a París.
A finales de 1981, Dunlop se casó con el escritor Julio Cortázar. Acompañó a numerosos destinos a Cortázar y, a veces viajó sin él. Entre los lugares que visitó en el curso de su activismo político están Nicaragua y Polonia, en el último de los cuales participó en un congreso de solidaridad con Chile. 
Murió dos años antes que Cortázar, con quien comparte una tumba en el Cementerio de Montparnasse.

## Fallecimiento
En el libro Julio Cortázar, la escritora uruguaya Cristina Peri Rossi, que fue amiga de Cortázar y de Dunlop, afirma que ambos murieron de sida. Según Peri Rossi, Dunlop se contagió de Cortázar, que había contraído la enfermedad por una transfusión de sangre que se le había realizado unos años antes en el sur de Francia. Sin embargo, el biógrafo de Cortázar, Miguel Herráez, escribe que Dunlop murió de aplasia medular y Cortázar de leucemia.

## Trabajos destacados
- 1976, Carol Dunlop, La solitude inachevée: Roman.
- 1982, Julio Cortázar, Carol Dunlop, Los autonautas de la cosmopista.
- 2009, Julio Cortázar, Carol Dunlop, Silvia Monrós-Stojaković, Correspondencia, Alpha Decay, Barcelona